# Ytbärgare

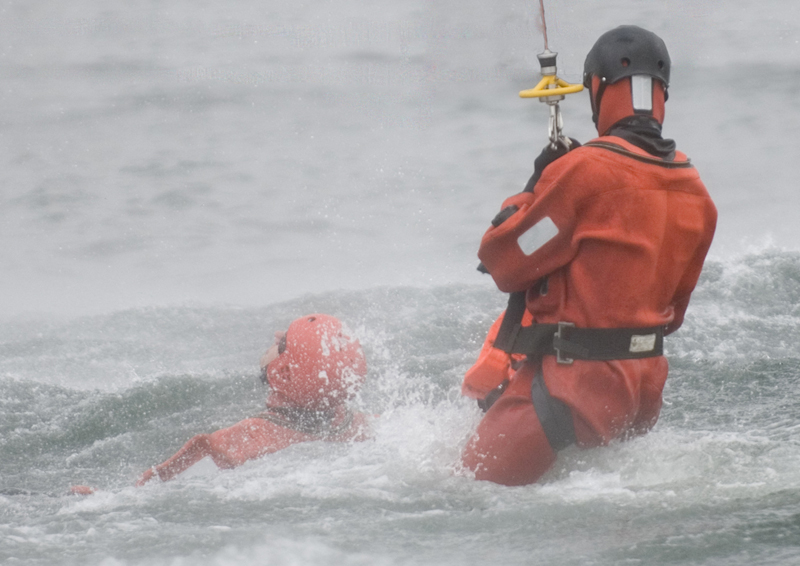
Ytbärgare från danska marinen.

Ytbärgare kallas en person som från en räddningshelikopter sänks ner för att rädda folk i nöd. Ofta i oländig terräng, som hög sjö, svårforcerad skog eller berg.

## Sverige
I Sverige finns ca 20 st ytbärgare och samtliga är anställda av Sjöfartsverket. De har i uppdrag av Sjöfartsverket och Transportstyrelsen att stå i beredskap i sjö- och flygräddning. Den första praktiska delen av utbildningen till ytbärgare inom Sjöfartsverket görs i en speciell träningsanläggning i Finland. När det är klart fortsätter utbildningen i Sverige med praktisk vinschträning varvat med teori. Efter att grundutbildningen är avslutad tjänstgör man tillsammans med en erfaren ytbärgare under ett antal beredskapsveckor för att få den stöttning som behövs. Om allt går bra och den nyutbildade ytbärgaren klarar sin ”slutcheck” är det sedan klart för beredskapstjänstgöring. Man räknar med att det går cirka sex månader från att utbildningen påbörjas tills man är klar för att jobba på egen hand.
Försvarsmaktens helikopterflottilj erbjuder även ytbärgar-utbildning för uppdragsspecialister och tekniker i flygtjänst. Försvarsmaktens ytbärgare löser både militära och civila räddningsuppdrag.

## Finland
De finska ytbärgarna hör till gränsbevakningsväsendet. 

## USA
Ytbärgare i den amerikanska kustbevakningen kallas Helicopter Rescue Swimmers och i den amerikanska marinen Search and Rescue Swimmers.  I USA:s kustbevakning (USCG) tillhör de tjänstegrenen Aviation Survival Technician (AST)  USCG hade 240 ytbärgare i tjänst år 2003.  De utbildas vid Coast Guard Rescue Swimmer School i Elizabeth City. I USA:s flotta och USA:s marinkår är de frivilliga som valts ut från personal tillhörande olika flygtjänstegrenar. Marinens ytbärgare utbildas vid Aviation Rescue Swimmer School i Pensacola.